# كوكبية
كَوْكَبِيَّة  (الاسم العلمي: Astrantia)، جنس نباتات عشبية من فصيلة الخيمية. تتواجد في أوروبا الوسطى والشرقية والجنوبية والقوقاز. تضم 8 إلى 9 أنواع، لها جذور عطرية، وأوراق نخلية، وزهورها مزخرفة.